# Władisław Anufrijew
Władisław Grigorjewicz Anufrijew (ros. Владислав Григорьевич Ануфриев, ur. 1 grudnia 1937 w Bugulmie) – radziecki działacz partyjny.

## Życiorys
Rosjanin, w 1962 ukończył Ukraińską Akademię Rolniczą, pracował w organach gospodarczych, partyjnych i państwowych w obwodzie karagandzkim. Od 1969 członek KPZR, w 1973 ukończył Kijowski Instytut Gospodarki Narodowej, w latach 1977-1985 był sekretarzem Komitetu Obwodowego KPK w Karagandzie. W 1982 ukończył Akademię Nauk Społecznych przy KC KPZR, między 1985 a 1986 kierował wydziałem KC KPK, w latach 1986-1988 był I sekretarzem Komitetu Obwodowego KPK w Tałdykorganie, między 1988 a 1989 sekretarzem KC KPK, a także w latach 1989-1991 II sekretarzem KC KPK. Między 1990 a 1991 członek KC KPZR. Deputowany ludowy ZSRR.